# لويس عوض
لويس عوض (1915 - 1990)، مفكر ومؤلف مصري، ولد في المنيا. ركز على الدور النقدي للمثقف، ومحاربة تجميد الفكر وتقديس ماضي الثقافة العربية.

## دراسته وعمله
نال الإجازة في الآداب، قسم الإنجليزية بتقدير ممتاز مع مرتبة الشرف عام 1937. وحصل على ماجستير في الأدب الإنجليزي من جامعة كامبريدج سنة 1943 ودكتوراة في الأدب من جامعة برينستون عام 1953 وعندما حصل على هذه الشهادات عمل مدرسا مساعدا للأدب الإنجليزي ثم مدرسا ثم أستاذا مساعدا في قسم اللغة الإنجليزية، كلية الآداب، جامعة القاهرة (1940 - 1954م) ثم رئيس قسم اللغة الإنجليزية، عام 1954م وقام بالأشراف على القسم الأدبي بجريدة الجمهورية عام 1953م.

## المؤلفات
من أهم كتبه هي الكتب الأكاديمية الثلاثة التي درست في الجامعة وضع الأساس النظري للمنهج التاريخي في النقد، الأول «فن الشعر لهوراس» عام 1945، والثاني «بروميثيوس طليقا لشلى» عام 1946، والثالث «في الأدب الإنجليزى الحديث» عام 1950.
ومن أهم أعماله مذكرات في كتاب «أوراق العمر»، وروايته الشهيرة «العنقاء» ومقدمتها التي سجل فيها ما عاشه في سنوات شبابه، هذا إلى جانب «ديوان بلوتو لاند وقصائد أخرى»، إضافة إلى «كتاب تاريخ الفكر المصري الحديث» و«مقدمة في فقه اللغة العربية» و«المسرح العالمي» و«الاشتراكية والأدب» و«دراسات أوروبية» و«رحلة الشرق والغرب»، و «أقنعة الناصرية السبعة»، و«مصر والحرية»، وقد ناقش محمود محمد شاكر آراء لويس عوض ونقدها في كتابه «أباطيل وأسمار».

## مؤلفاته
- المؤثرات 1965
- دراسات في النظم والمذاهب، عام 1967
- دراسات في الحضارة
- البحث عن شكسبير، عام 1968
- تاريخ الفكر المصري الحديث ج1، عام 1969
- دراسات أوروبية، عام1971
- أقنعة الناصرية السبعة - مناقشة توفيق الحكيم ومحمد حسنين هيكل، عام 1976
- مقدمة في فقه اللغة العربية، عام 1980
- تاريخ الفكر المصري الحديث
- العنقاء (رواية)
- الثورة الفرنسية[3]
- صورة دوريان جراى
- شبح كونترفيل
- مذكرات طالب بعثة كتبت في عام 1942, ونشرت لأول مرة في الستينات.[3]
- الإيراني الغامض في مصر.

## مناصبه
- عمل مديرا عاما للثقافة بوزارة الثقافة، عام 1959
- عمل مستشارا ثقافيا لدار التحرير للطبع والنشر، عام 1961
- عمل مستشارًا لمؤسسة الأهرام (1962 - 1982)
- عمل أستاذا للأدب المقارن، جامعة كاليفورنيا.
- كان عضوا في المجلس الأعلى لرعاية الفنون والآداب والعلوم الاجتماعية حتى عام 1973
- كان أول رئيس مصري لقسم اللغة الإنجليزية بكلية الآداب جامعة القاهرة

من كتبه التي أثارت جدلا واسعا مقدمة في فقه اللغة العربية وقد اتهمه بعض النقاد والقراء بأنه هدف من خلال كتبه إلى تزوير العربية والتهجم على الإسلام وقد تم سحب الكتاب من السوق المصري بعد نشره. توفى في شهر أغسطس 1990

## جوائز
- وسام الاستحقاق من الطبقة الأولى في عيد العلم عام 1996.
- وسام فارس في العلوم والثقافة الذي أهدته إليه وزارة الثقافة الفرنسية عام 1986.
- جائزة الدولة التقديرية في الآداب عام 1988.